# Клуг, Мартин Вильгельмович
Ма́ртин Вильге́льмович Клу́г (1850-е годы (?) —?) — киевский техник-строитель. Работал в формах необарокко, неоренессанса, кирпичного стиля.

## Биография
Родом из немецкой семьи. Был женат на Амалии Августовне Трепп (родители Мария и Август Трепп, владели кондитерской в Киеве) . Дети: дочь Виктория Мартиновна Клуг (1899-1985), дочь Ольга Мартиновна Клуг (1901-дата смерти неизвестна), дочь Мария Мартиновна Клуг (1903- умерла во младенчестве). Проживали на Александровской улице дом 79, квартира 10. 
Мартин Вильгельмович Клуг вместе с женой Амалией в 20-е годы 20 века переехал к старшей дочери Виктории в Сухуми (Абхазия), где она жила с мужем. Дальнейшая судьба архитектора трагична. В начале Великой Отечественной войны, глубоким стариком, был сослан в Среднюю Азию. Правнук М. В. Клуга Евгений (1949), праправнучка Мария (1977), прапраправнуки Максимилиан (2004) и Моника (2012) живут в Санкт-Петербурге (ветвь старшей дочери Виктории). Внук Алексей и правнук Валентин от дочери Ольги проживали в Житомире.

## Реализованные проекты
- Дом мебельной фабрики И. Кимайера по ул. Николаевской № 13 (1896—1897 гг.; соавтор В. Городецкий)
- Собственный прибыльный дом на ул. Саксаганского № 96 (1898—1899 гг.)
- Доходный дом на ул. Ветрова № 1 (1898 г.)
- Жилой дом на ул. Воздвиженской № 17 (1898 г.)
- Доходный дом на ул. Тургеневской № 17 (1899 г.)
- Доходный дом на ул. Антоновича № 5 (1899 г.)
- Доходный дом на ул. Почайнинской № 40 (1899 г.)
- Женская гимназия лютеранской общины на ул. Лютеранской № 18 (1900 г.)
- Доходный дом на ул. Лютеранской № 6 (1905 г.)
- Доходный дом Я. Харичкова на ул. Мало-Владимирской № 50 (1906 г.)
- Доходный дом М. Козинцева на ул. Ветрова № 17 (1907 г.)
- Доходный дом Л. Родзянко на ул. Ярославов Вал № 14 (1908 г.)
- Доходный дом А. Септера на ул. Бульварно—Кудрявской № 19 (1908 г.)
- Доходный дом И. Радзимовського на ул. Большой Житомирской № 23 (1908 г.)
- Флигель дома Л. Родзянко на ул. Ярославов Вал № 14 (1909 г.)
- Доходный дом Л. Родзянко на ул. Ярославов Вал № 14а (1910 г.)
- Доходный дом А. Брайловская на ул. Бульварно—Кудрявской № 38 (1910 г.)
- Больница Израиля и В. Бабушкина на ул. Тверской № 7 (1911—1912 гг.)
- Доходный дом на ул. Заньковецкой № 6 (1914 г.).